# حبيل البزوة (السبرة)

تعديل مصدري - تعديل

حبيل البزوة محلة تابعة لقرية المنزل، التابعة لعزلة المساعدة بمديرية السبرة إحدى مديريات محافظة إب في الجمهورية اليمنية.، بلغ تعداد سكانها 35 حسب تعداد اليمن لعام 2004.